# Кайрфилли (округ)
 Кайрфи́лли  (англ. Caerphilly, валл. Caerffili) — унитарная административная единица (округ) Уэльса со статусом города-графства (англ. county borough).
Унитарная единица образована Актом о местном управлении 1994 г. путём объединения районов Римней-Велли (Мид-Гламорган) и Ислуйн (Гуэнт). Расположена в южном Уэльсе на границе традиционных графств Гламорганшир и Монмутшир.
Основным городом является Кайрфилли, кроме которого в состав области входят города: Абербаргойд, Аберкарн, Бедвас, Риска, Истрад-Минах, Ньюбридж, Блеквуд, Баргойд, Нью-Тредегар и Римни.

## Города-побратимы
- Людвигсбург, Баден-Вюртемберг, Германия (1960)[1]